# Saekano: Saenai Heroine no Sodatekata
Saekano: How to Raise a Boring Girlfriend (冴えない彼女の育てかた, Saenai Hiroin no Sodatekata, lit. "Como Criar uma Namorada Chata") também conhecida na forma abreviada Saekano (冴えカノ), é uma série de light novels japonesas de Fumiaki Maruto, com ilustrações de Kurehito Misaki.  Fujimi Shobo publicou treze volumes entre julho de 2012 e outubro de 2017 sob a sua marca Fujimi Fantasia Bunko.
Saekano recebeu uma adaptação de mangá, além de duas adaptações de mangá spin-off.  Uma adaptação da série em anime para a TV pela A-1 Pictures foi ao ar entre 9 de janeiro e 27 de março de 2015 no bloco noitaminA da Fuji TV, licenciado pela Aniplex of America.  Uma segunda temporada foi ao ar de 6 de abril de 2017 a 23 de junho de 2017 e foi transmitida exclusivamente no Amazon Video.  Um filme de animação, intitulado Saekano the Movie: Final, foi produzido pela CloverWorks e estreou em 26 de outubro de 2019.

## Enredo
Tomoya Aki, um adolescente que trabalha meio período para financiar seu estilo de vida otaku (animes, jogos de namoro, light novels e produtos parecidos) encontra uma garota bonita um dia, durante as férias de primavera.  Um mês depois, ele descobre que a garota é sua colega de turma, Megumi Kato, que é quase imperceptível para seus colegas de classe.  Na esperança de criar um jogo visual novel, ele se volta para as belezas da escola Eriri Spencer Sawamura, pelo design da arte, e Utaha Kasumigaoka, pelo cenário do jogo.  Tomoya então recruta Megumi para estrelar a "heroína" (o interesse amoroso do personagem principal) de seu jogo, formando assim a equipe de desenvolvimento "Blessing Software", na qual os três alunos mais renomados da escola (Tomoya, Eriri e Utaha)  trabalham em uma das menos visíveis (Megumi).  A série segue suas aventuras no desenvolvimento do jogo e seus planos de vendê-lo na convenção Comiket, bem como os envolvimentos emocionais entre a equipe.

## Personagens

### Blessing Software
Os personagens principais são membros de um grupo de dōjin chamado Blessing Software.  Seu objetivo é produzir um romance visual cuja heroína principal é modelada em Megumi.
Tomoya Aki (安 芸 倫 也, Aki Tomoya)
Dublado por: Yoshitsugu Matsuoka (Japão);
Tomoya é o personagem principal da série. Ele é um aluno da classe 2B da Academia Toyogasaki.  Como otaku, ele gosta de ler  mangás e light novel, assistir a animes e jogar bishōjo. Com sua amiga de infância Eriri e a escritora estudante Utaha, ele inicia um projeto de visual novel onde recruta Megumi Kato.  Atua como produtor, diretor e programador do Blessing Software, além de gerenciar a banda de Michiru, "Icy Tail".
Megumi Kato (加藤 恵, Katō Megumi)
Dublado por: Kiyono Yasuno (Japão);
Megumi é a colega de classe de Tomoya e a personagem-título, que apesar de ser muito bonita, é tão comum que não se destaca na classe.  Ela sabe pouco sobre a cultura otaku, mas nunca mantém Tomoya à distância.  Sua atitude em relação a Tomoya é frequentemente descrita como a de uma pessoa comum, mas ela é muito próxima dele.
Ela é a inspiração e o modelo de trabalho para Meguri, uma das principais heroínas do jogo da Blessing Software. Mais tarde, ela também começa a aprender e a ajudar na programação. Ela deixa seu cabelo crescer, mas corta-o para um penteado curto no final da série.
Eriri Spencer Sawamura (澤村・スペンサー・英梨々, Sawamura Supensā Eriri)
Dublado por: Saori Ōnishi (Japão);
A melhor amiga de infância de Tomoya, aluna da turma 2G e a pintora mais promissora do clube de arte. Nascida de pai britânico e mãe japonesa, ela tem cabelos loiros com penteados com dois rabos de cavalo. Ela é muito popular na escola, atuando como uma dama refinada, mas abriga um estilo de vida secreto  otaku  de jogar videogame compartilhado com Tomoya e criar mangás com tema adulto sob o pseudônimo Eri Kashiwagi (柏木 エ リ, Kashiwagi Eri) em um grupo chamado "Egoistic-Lily". Aki a recruta para ser a ilustradora do jogo Blessing Software. Seu amigo de infância a descreve como uma beleza espantosa, mas, ao descascar sua personalidade superficial, ela tem uma natureza cruel, sádica, apaixonada e animalesca. Ela na verdade tem uma queda por Tomoya desde a infância.
Utaha Kasumigaoka (霞ヶ丘 詩羽, Kasumigaoka Utaha)
Dublado por: Ai Kayano (Japão);
Utaha é uma aluna da turma 3C e uma jovem romancista emergente sob o pseudônimo de Utako Kasumi (霞 詩 子, Kasumi Utako). Sua primeira light novel, Koisuru Metronome, foi publicada pela marca Fushikawa Fantastic Bunko e vendeu mais de 500.000 cópias. Ela é inteligência e bela, além de a aluna mais brilhante da escola. A maioria dos alunos a admira. Tomoya descreve-a como tendo longos cabelos negros com uma natureza inexpressiva e tranquila, que aparenta beleza, mas abriga uma língua afiada e crítica. Ela chama Tomoya de Rinri-kun (倫理 君), traduzida para o português como "Sr. Ético", depois que ele categoricamente rejeitou a sugestão de que ele lesse o último volume de Koisuru Metronome antes de ser publicado. Ela desenvolve sentimentos por ele à medida que a série avança. Ela é responsável por escrever o cenário para o jogo da Blessing Software. Ela compartilhou com Aki seu primeiro beijo e disse que só quer morar junto dele no futuro e dar sua vida a ele.
Izumi Hashima (波島 出海, Hashima Izumi)
Dublado por: Chinatsu Akasaki (Japão);
Izumi é uma aluna da classe 3A da Honoda Junior High School e dois anos mais nova que Tomoya. Ela é uma  otaku  membra do círculo de  dōjin  Fancy Wave (ファンシーウェーブ, Fanshī Wēbu). Foi através da influência de Tomoya que ela se interessou pela cultura otaku. Ela é profundamente grata a ele por isso. Ela adorou  Little Love Rhapsody  (リトルラブ・ラプソディ, Ritoru Rabu Rapusodī,, "ラ プ ソ デ ィ" (rapusodi) é pronunciado como "ラ プ ソ デ ィ" em japonês (rapusod).), uma série otome de video game lançada pelo Sonar (uma paródia da Sony), desde que Aki comprou seu Little Love Rhapsody 2 e um console PlayStation Portable em seu aniversário. Existe uma rivalidade entre Eriri e Izumi, o que levou Izumi a decidir competir com Eriri na próximo Comiket de Inverno. Hashima decidiu ser a ilustradora do círculo dōjin de seu irmão Iori, "Rouge en rouge".
Michiru Hyodo (氷堂 美智留, Hyōdō Michiru)
Dublado por: Sayuri Yahagi (Japão);
Michiru é prima de Tomoya. Ela é uma aluna da turma 3, no segundo ano da escola secundária de meninas de Tsubaki. Ela é uma garota muito versátil, exceto por seu fraco desempenho na escola. Ela é boa em quase tudo e não se apega a nada por muito tempo, mas está absorvida em cantar suas músicas favoritas e tocar violão na banda "Icy Tail" pelo último ano. Michiru tinha um preconceito contra a cultura otaku e não estava feliz por Tomoya ser um, até seus colegas de banda revelarem que eram todos otaku. Michiru compõe a música para o jogo Blessing Software.

### Grupos Secundários
Rouge en Rouge
Um famoso círculo de dōjin que planeja lançar o jogo Towa to Setsuna no Évangile (永遠と刹那のエヴァンジル, Towa to Setsuna no Ebanjiru) com ilustrações de Izumi para o próximo Winter Comiket. Seus membros incluem Iori Hashima (波 島 伊 織, Hashima Iori) (Dublado por: Tetsuya Kakihara (Japão);), que é irmão de Izumi e representante do círculo, e Akane Kosaka (Ō 坂 朱 音, Kōsaka Akane) Dublado por: Hitomi Nabatame (Japão);, o mangaká e fundador do grupo.
Fushikawa Shoten (不死川書店)
Uma empresa editora famosa que tem sua própria marca de publicação de light novels, a Fushikawa Fantastic Bunko (不死川ファンタスティック文庫). Sonoko Machida (町田 苑子, Machida Sonoko) (Dublado por: Houko Kuwashima (Japão);), é uma das editoras da Fushikawa Shoten e a editora de Utaha.
Icy Tail (アイシー・テール, Aishī Tēru)
Uma girl band composta principalmente por entusiastas da cultura otaku. Seus membros incluem Michiru Hyodo na guitarra; Tokino Himekawa (姫川 時乃, Himekawa Tokino), uma  garota que também toca violão (dublada por Eri Suzuki); Echika Mizuhara (水原 叡智佳, Mizuhara Echika) no baixo (dublada por Rui Tanabe) e Ranko Morioka (森丘 藍子, Morioka Ranko) na bateria (dublado por You Daichi) O nome da banda é um trocadilho com a palavra japonesa eu te amo (愛してる,  aishiteru).

### Cherry Blessing
Cherry Blessing (cherry blessing 〜巡る恵みの物語〜, Cherī Buresshingu - Meguru Megumi no Monogatari, lit..  Cherry Blessing: a história de reencarnação de uma bênção ) é o nome da visual novel que o grupo Blessing Software desenvolve.
Seiji Azumi (安曇 誠司, Azumi Seiji)
Seiji é o protagonista. Ele é uma reencarnação de Soma e tem vagas lembranças de seus ancestrais. O personagem é modelado em Tomoya.
Soma Hinoe (丙 双真, Hinoe Sōma)
Soma é o bisavô de Seiji. Ele herdou a capacidade sobrenatural de lembrar o que seus ancestrais experimentaram e, portanto, ele tem lembranças vívidas de seus ancestrais distantes.
Meguri Kano (叶 巡璃, Kanō Meguri)
Meguri é uma das duas heroínas principais. Ela é colega de classe de Seiji. Kano é uma reencarnação de Ruri e tem vagas lembranças de seus ancestrais. Ela é modelada em Megumi.
Ruri Hinoe (丙 瑠璃, Hinoe Ruri)
Ruri é uma das duas heroínas principais e bisavó de Meguri. Ela é irmã de Soma e sua noiva. Ruri o ama profundamente. Ela herdou a capacidade sobrenatural de lembrar o que seus antepassados experimentaram e, portanto, ela tem lembranças vívidas de antepassados distantes dela. Sua personalidade é modelada na Utaha.
Kirari Spider Kawamura (河村・スパイダー・きらり, Kawamura Supaidā Kirari)
Kirari é uma das heroínas. Ela é amiga de infância de Seiji. Inspirada em Eriri.
Kaho Hibarigaoka (雲雀ヶ丘 歌穂, Hibarigaoka Kaho)
Kaho é uma heroínas. Ela chama Seiji de "Sr. Sincero" (誠実君, Seijitsu-kun). Também foi modelada em Utaha.
Miharu Endo (炎藤 美晴留, Endō Miharu)
Miharu é uma das heroínas. Ela é prima de Seiji e foi modelada em Michiru.

### Outros
Keiichi Kato (加藤 圭一, Katō Keiichi)
Dublado por Sōma Saitō
Keiichi é primo de Megumi. Ele é um estudante da Johoku Medical School.
Sayuri Sawamura (澤村 小百合, Sawamura Sayuri)
Dublado por Mai Nakahara
Sayuri é a mãe de Eriri. É revelado que ela é uma fujoshi.
Yoshihiko Kamigo (上郷 喜彦, Kamigō Yoshihiko)
Dublado por Yuuma Uchida
Yoshiko é um amigo de Tomoya.

## Mídia

### Light novels
O primeiro volume da light novel foi publicado pela Fujimi Shobo sob sua marca Fujimi Fantasia Bunko em 20 de julho de 2012. Em outubro de 2017, 13 volumes e uma coleção de histórias curtas foram publicados. No décimo segundo volume, Maruto anunciou que a série terminaria no décimo terceiro volume, lançado em 20 de outubro de 2017.

### Mangá
Uma adaptação de mangá com arte de Takeshi Moriki foi serializada de 9 de janeiro de 2013 a 20 de outubro de 2017 na revista shōnen de mangás de Fujimi Shobo, Monthly Dragon Age. Foi publicado em oito volumes tankōbon entre agosto de 2013 e novembro de 2016. Também foi publicado em inglês pela Yen Press entre janeiro de 2016 e dezembro de 2017. Um mangá derivado intitulado Saenai Heroine no Sodatekata: Egoistic-Lily  com arte de Niito foi serializado de 4 de fevereiro de 2013 a 2 de maio de 2014 na revista de mangá Seinen da Kadokawa Shoten, Young Ace. Foi publicado em três volumes tankōbon. Outro mangá spin-off intitulado Saenai Heroine no Sodatekata: Metronome Koisuru com arte de Sabu Musha foi serializado de 24 de agosto de 2013 a 25 de abril de 2018 na revista de mangá seinen da Square Enix, Big Gangan. Foi publicado em dez volumes tankōbon.

### Anime
Uma adaptação para anime da série light novel foi anunciada em março de 2014 para estrear no bloco Noitamina da Fuji TV em janeiro de 2015. O anime foi produzido pela A-1 Pictures e dirigido por Kanta Kamei, com scripts escritos pelo criador da série Fumiaki Maruto, design de personagens de Tomoaki Takase e música de Hajime Hyakkoku. A música-tema da abertura do anime foi "Kimiiro Signal" (君色シグナル, Kimiiro Shigunaru) da Luna Haruna, enquanto a música do encerramento foi "Colorful." (カラフル。, Karafuru.) por Miku Sawai. A série começou a ser exibida em 9 de janeiro de 2015 e terminou em 27 de março de 2015, com um total de 13 episódios. A primeira temporada foi licenciada para a América do Norte pela Aniplex of America. E pela Crunchyroll  no Brasil.
Uma segunda temporada da série de anime, intitulada Saekano: How to Raise a Boring Girlfriend Flat (冴えない彼女の育てかた♭, Saenai Hiroin no Sodatekata Furatto), foi anunciada em 3 de maio de 2015, com a equipe principal e o elenco voltando da temporada anterior para reprisar seus papéis. Foi ao ar no bloco Noitamina, da Fuji TV, de 13 de abril de 2017 a 23 de junho de 2017, sendo exibido por 12 episódios, com o episódio 0 transmitido somente na web em 5 de abril de 2017. A música-tema da abertura da segunda temporada é "Stella Breeze" (ステラブリーズ, Sutera Burīzu) de Luna Haruna, enquanto a música-tema do encerramento é "Pink Diary" (桜色ダイアリー, Sakurairo Daiarī) para os episódios 0 a 10 e "Youth Prologue" (青春プロローグ, Seishun Prologue) para o episódio 11, ambos por Moso Calibration. A segunda temporada foi transmitida exclusivamente no Amazon Video.

### Filme
Um filme do anime foi anunciado no evento "Saekano: How to Raise a Boring Girlfriend Fes. flat -glistening moment-"  em 3 de dezembro de 2017. O novo filme, intitulado Saekano o Filme: Final (冴えない彼女の育てかた Fine, Saenai Hiroin no Sodatekata Fīne), foi produzido pela CloverWorks e dirigido por Akihisa Shibata, com Kanta Kamei atuando como diretor-chefe. O restante da equipe principal e o elenco da série de anime, que voltaram a reprisar seus papéis. Estreou no Japão em 26 de outubro de 2019. A música tema "glory days" foi cantada por Luna Haruna, com Miku Sawai compondo.

### Jogo
Uma visual novel de PlayStation Vita baseada no anime, intitulado Saenai Heroine no Sodatekata: -blessing flowers-, foi lançado em 30 de abril de 2015. Uma edição limitada com um CD da trilha sonora original e um pôster em tecido do tamanho B2 vendido por 8.800 ienes (aproximadamente US $ 74), uma edição regular por 6.800 ienes (cerca de R$370) e uma edição para download por 6.000 ienes (cerca de R$328). As primeiras cópias de todas as edições incluíram um código de download para um tema personalizado original do PS Vita. O jogo utiliza o software Live2D, que move os personagens com CGI, mas mantém a aparência bidimensional.